# Іванова вставка
«Іва́нова вста́вка» або «Іва́нів вірш» (лат. Comma Johanneum) — прийнята в біблеїстиці назва фрази з п'ятого розділу Першого послання Івана (1Ів 5:7—8 у перекладі Івана Огієнка, обговорюваний текст виділено червоним кольором):

(5:7) Бо троє свідкують на небі: Отець, Слово й Святий Дух, і ці Троє — Одно.

(5:8) І троє свідкують на землі: дух, і вода, і кров, і троє — в одно.
Оригінальний текст (лат.)
Quoniam tres sunt, qui testimonium dant Pater, Verbum, et Spiritus Sanctus: et hi tres unum sunt.
 Et tres sunt, qui testimonium dant in terra: spiritus, et aqua, et sanguis: et hi tres unum sunt.
Оригінальний текст (гр.)
ἐν τῷ οὐρανῷ, ὁ Πατὴρ, ὁ Λόγος καὶ τὸ ἅγιον Πνεῦμα, καὶ οὗτοι οἱ τρεῖς ἕν εἰσιν.
 καὶ τρεῖς εἰσιν οἱ μαρτυρουντες εν τη γη το πνευμα και το υδωρ και το αιμα και οι τρεις εις το εν εισιν.

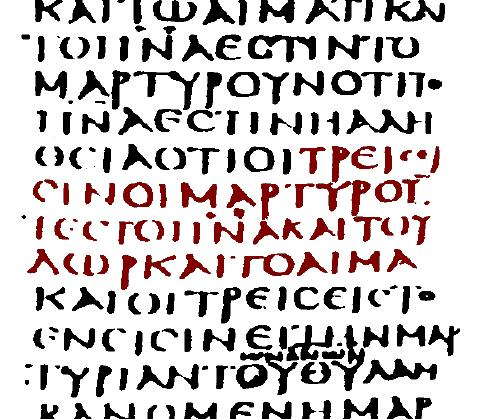
Фрагмент Синайського кодексу (IV століття), «Іванова вставка» у ньому відсутня.

Цю фразу часто цитують як обґрунтування догмату про Трійцю. Сучасні текстологи вважають виділений фрагмент пізньою латинською вставкою (інтерполяцією), яку зроблено в IV столітті, оскільки у всіх давніх грецьких рукописах Нового Заповіту він відсутній.
Від ХІХ століття, коли провідні бібліїсти визнали текст пізньою інтерполяцією, він став поступово зникати з друкованих видань Біблії; в деяких виданнях його друкували курсивом, у дужках чи виносили до приміток. Більшість сучасних перекладів Нового Заповіту не містять «Іванової вставки».

## Походження вставки
В існуючих новозавітних рукописах та у свідченнях Отців Церкви, до IV століття текст Іванової вставки відсутній. Наприкінці II століття Тертуліан, аргументуючи концепцію Трійці (Tert. Adversus Praxean, 25:1, Qui tres unum sunt, non unus), цитує інші місця Нового Заповіту (зокрема багаторазово Перше послання Івана, але не згадує цієї фрази). Не наводять цієї фрази в полеміці і, отже, не знають про неї Ориген, Августин, Климент Александрійський та Афанасій Александрійський (III—IV століття). Наприклад, Августин у творі «Проти аріанина Максимінуса» цитує лише вірш 1Ів 5:8, причому без слів «на землі».Вислів, близький до «Іванової вставки», зустрічається в середині III століття у священномученика Кипріяна Карфагенського, у творі «Про єдність Церкви» (De unitate ecclesiae), хоча його текст не тотожний:

Господь каже: Я і Отець — Одно. І знову ж про Отця, Сина і Святого Духа написано: і ці троє — Одно.
Оригінальний текст (лат.)
Dicit Dominus: Ego et Pater unum sumus, et iterum de Patre et Filio et Spiritu sancto scriptum est: Et tres unim sunt.

Найраніше пряме свідчення «Іванової вставки» історики виявили в латинського письменника єресіарха Присцилліана в кінці IV століття, у творі «Liber apologeticus. 1. 4, 18:6»:

…троє є, котрі свідчать на землі: вода, плоть і кров, і ці троє — одне; і троє є, котрі свідчать на небі: Отець, Слово і Дух, і ці троє є одне в Ісусі Христі.
Оригінальний текст (лат.)
…tria sunt quae testimonium dicunt in terra aqua caro et sanguis et haec tria in unum sunt, et tria sunt quae testimonium dicent in caelo pater uerbum et spiritus et haec tria unum sunt in Christo Iesu.

З цієї причини авторитетний бібліїст-текстолог Брюс Мецгер вважає автором фрази Присцилліана, з цим погоджується у своєму коментарі Вільям Барклі. Найімовірніше, ця фраза з'явилася вперше у вигляді коментаря на полях (маргіналії) в одній із копій рукопису Першого послання Івана, а потім, під час чергового переписування, потрапила до основного тексту.

## Грецькі джерела
«Іванової вставки» немає в ранніх текстах Першого послання Івана мовою оригіналу (грецькою), а саме — в Синайському, Ватиканському та Олександрійському кодексах; а також у Вульгаті Єроніма, в сирійській Пешитті, в сирійській філоксенівсько-гарклейській збірці та в коптських текстах. Її немає в творах грецьких авторів, які цитують це послання і жили до Нікейського собору 325 року, а також у всіх перекладах на коптську, ефіопську, арабську та слов'янські мови аж до XVI століття.
«Іванова вставка» не з'являлася в грецьких рукописах аж до XIV—XV століть. Вперше грецькою мовою вона з'явилася в рукописі Minuscule 629, де паралельно представлено латинський та грецький тексти. Появі в грецькому тексті «Іванової вставки» передувала її поява в латинському тексті, причому в деяких грецьких рукописах XIV—XV століть вона містилася не в основному тексті, а на полях рукопису.

## Вірменські джерела
У Біблії Вірменської апостольської церкви, яка заснована на сирійських та грецьких джерелах і разом із давньосирійським, коптським, Вульгатою вважається одним із найстаріших перекладів, Іванова вставка відсутня і, ймовірно, ніколи не застосовувалася.

## Латинські джерела

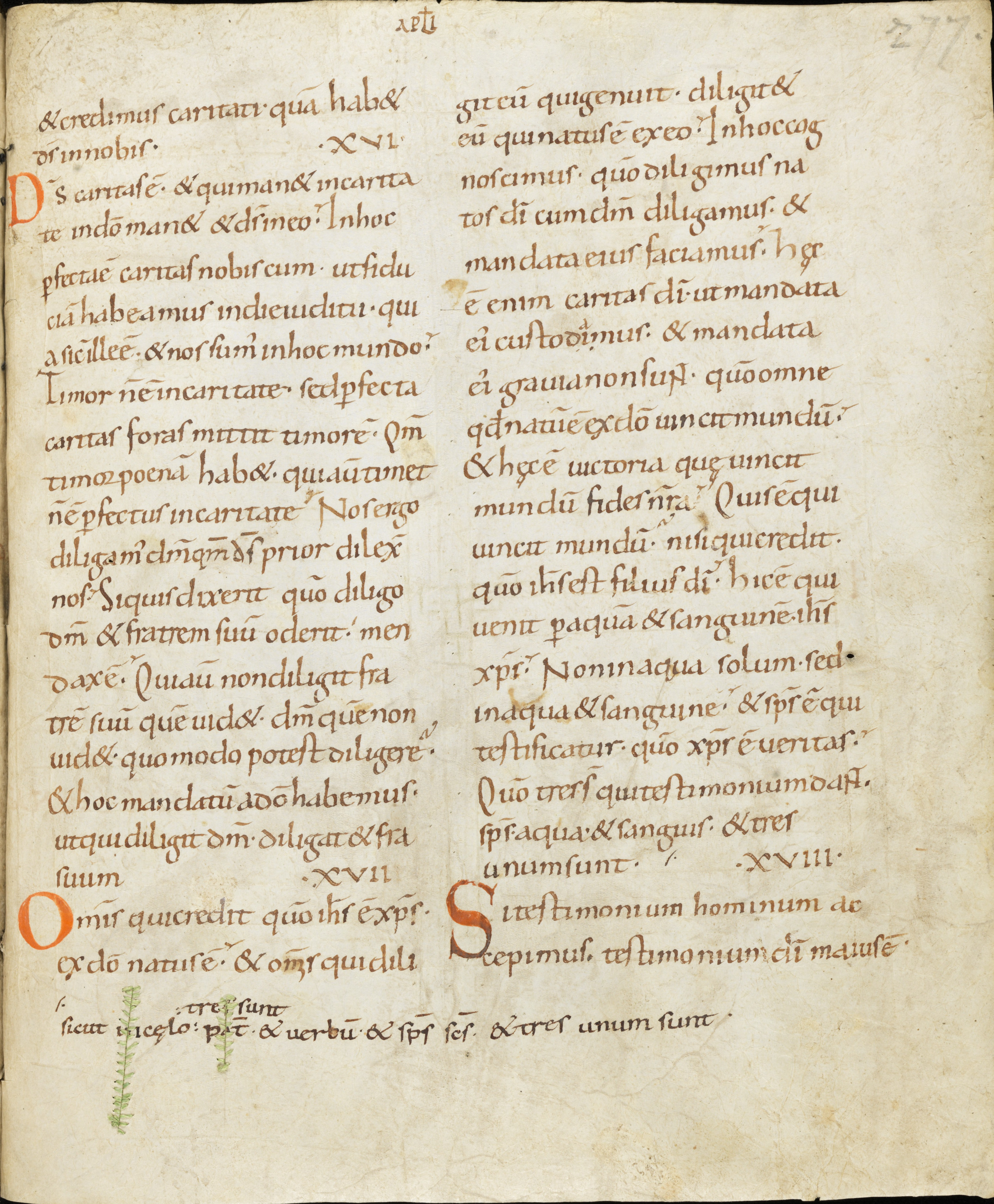
Codex Sangallensis 63 (IX—X століття) — «Іванова вставка» приписана внизу

Закріплення «Іванової вставки» в джерелах Західної Європи відбулося не відразу і зайняло понад шість століть. Римський папа Лев I у своєму догматичному посланні «Томос до Флавіана» (449 рік) цитує початок п'ятого розділу Послання Івана у початковому вигляді, тобто без вставки. Відсутня вставка в ранньому латинському виданні Біблії (Фульдський кодекс, 540-і роки) і в Аміатинському кодексі (VIII століття). Нічого не знають про вставку коментатори Беда Преподобний (VIII століття) та Храбан Мавр (архієпископ Майнца, IX століття). Однак, від VII століття починають з'являтися все більше латинських текстів Нового Заповіту з «Івановою вставкою»; найраніші з них — Codex Legionensis і Frisingensia Fragmenta, обидва ці рукописи — іспанського походження). Серед пізніших (VIII—IX століття) — Codex Cavensis, Codex Ulmensis, Codex Theodulphianus , Codex Sangallensis 907, всі — іспанського та франко-іспанського походження. Локальний характер ранніх рукописів Нового Заповіту з «Івановою вставкою» свідчить про те, що до латинського тексту її додано в період боротьби з вестготами-аріанами в VII столітті або трохи раніше.
До IX століття більшість копій латинських перекладів з Нового Заповіту не містили «Іванової вставки», зустрічалися такі латинські копії і пізніше. Тільки в латинській Вульгаті 1592 року в редакції Климента VIII, на відміну від попередніх її видань, з'являється «Іванова вставка».

## Церковнослов'янські видання

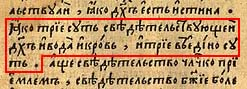
Фрагмент Острозької Біблії (1581): «Іванова вставка» відсутня.

Перші повні переклади Нового Заповіту церковнослов'янською мовою не містили «Іванової вставки».
- «Геннадіївська Біблія» (1499 рік): «…яко три суть сведетельствующе. дух и вода и кровь. и три воедино суть»[16].
- «Біблія Франциска Скорини» (1525), текст той же[17].
- «Острозька Біблія» (1581), текст той же[18].
- «Никонівська Біблія» (1663 рік), текст без додавань; але на полях приписано фразу: «…яко три суть свидетельствующии на небеси отец, слово и святый дух и сие трие едино суть»[19] .
- «Єлизаветинська Біблія» (1751 рік), «Іванову вставку»: «…яко три суть свидетельствующии на небеси отец, слово и святый дух и сие трие едино суть» внесено безпосередньо в текст[20].

Також не було Іванової вставки в перших друкованих слов'янських богослужбових апостолах — зокрема, московському (1564) та львівському (1574) виданнях Івана Федорова. Вперше вона з'являється у віленському виданні Апостола 1623 року. Київський Апостол 1630 року «Іванової вставки» не містив. 1639 року «Іванова вставка» з'являється у львівському Апостолі, відтоді твердо утримується у Віленських та Львівських виданнях. У Москві вперше «Іванову вставку» додано під час «книжної справи» і надруковано в Апостолі 1653 року. Матеріалом для книжної справи були книги XVII століття, видані в Польщі. Наступні видання Апостола, що використовуються в новому обряді, містять «Іванову вставку». Апостол, що використовується в старому обряді, «Іванової вставки» не містить.

## Російський синодальний переклад
- У першій редакції Синодального перекладу Біблії, виданої Російським біблійним товариством (1820 рік), «Іванова вставка» є (у виданнях з паралельним церковнослов'янським та російським текстами — в обох)[23]. Джерелом для перекладу був Textus Receptus[24], у якому «Іванова вставка» є[25].
- У другій редакції Синодального перекладу Біблії (1860) «Іванова вставка» також є. Для неї як додаткові джерела використано друковані видання грецького Нового Заповіту Християна-Фрідріха Маттеї[ru] (1803—1807) та Йоганна Мартіна Августина Шольца[ru]. В обох із них «Іванова вставка» відсутня[26][27].

## Полеміка
У VI столітті з'являється перший із серії фальшивих документів, покликаних підтвердити раннє походження «Іванової вставки» — пролог Єроніма Стридонського до Фульдського кодексу, де він скаржиться на греків, які нібито опускають під час переписування цю вставку. Цей пролог складно поєднати з тим, що сам Фульдський кодекс вставки не містить. Текстологи вважають, що Єронім не є автором прологу, оскільки в інших працях він вставки не згадував. Іншими документами із цієї серії стали «Лжеісидорові декреталії», виготовлені близько IX століття. Декреталії містили, крім іншого, фальшивий декрет римського папи II століття Гігіна («De fide et reliquis causis») та знаменитий «Костянтинів дар»; обидві ці підробки цитують «Іванову вставку» близько до тексту.
Суперечки про те, чи є «Іванова вставка» початковим текстом чи сторонньою пропагандистською вставкою, відновилися в XVI столітті. Еразм Роттердамський спочатку не включив спірного вірша до свого перекладу Нового Заповіту. Проте, починаючи з третього видання (1522) Еразм поступився католицьким критикам, які звинувачували його в поступці аріанству, і додав «Іванову вставку».
Мартін Лютер не став включати цього вірша у свій переклад Біблії німецькою мовою (1522—1542), але перевидання перекладу після смерті Лютера вже містили «Іванову вставку». Більшість соратників Лютера визнала вставку справжньою (зокрема Жан Кальвін та його учні), але частина її відкинули — наприклад, Ульріх Цвінглі, якого за це розгніваний Меланхтон звинуватив у слідуванні єресі Арія та Еразма.
Цю проблему докладно досліджував на початку XVIII століття Ісаак Ньютон, відомий своїми антитринітарними поглядами, в трактаті «Історичне простеження двох помітних спотворень Святого Письма». Відсутні в стародавніх текстах слова апостола Івана, на думку Ньютона, додав у IV столітті блаженний Єронім, який «з тією ж метою вставив пряму вказівку на Трійцю до своєї версії [Біблії]». В результаті свого дослідження про текстологічні підробки Писання Ньютон дійшов такого висновку: «З цих прикладів ясно випливає, що Писання дуже спотворено в перші століття [християнської ери] і особливо в четвертому столітті під час аріанських суперечок». На думку К. Кюнстля, зазначена тринітарна інтерполяція в Посланні Іванна (1Ів 5:7) належала не Єроніму, а Присцилліану, єпископу міста Авіли (Іспанія); як сказано вище, цю думку поділяють і сучасні релігієзнавці-текстологи.
Одночасно з Ньютоном проблему досліджував німецький історик і біблеїст Йоганн Землер, який спочатку схилявся до визнання справжності «Іванової вставки», але потім, після обговорення з відомим англійським теологом Вільямом Вістоном, дійшов висновку, що це підробка. 1730 року базельського теолога-біблеїста Йоганна Веттштейна за спробу видалити «Іванову вставку» зі свого видання Нового Заповіту звільнено з посади пастора, звинувачено в аріанстві і він мусив утекти до Голландії, але навіть там і навіть за допомоги знаменитого теолога Йоганна Бенгеля не зміг здійснити свого задуму.
Лев Толстой використав факт фальсифікації «Іванової вставки» в есе «Дослідження догматичного богослов'я» як аргумент проти догмату Трійці:
|  | Єдине місце, яке, хоч і слабко, але хоч трохи підтверджує слова про трьох богів в одному, це місце виявляється, за свідченням богослов'я, спірним, за одностайним свідченням усієї вченої критики — фальшивим... [Воно] не тільки не свідчить на користь троїстості, але явно свідчить, що доказів немає і не було, і що ті, хто хотіли довести це, самі відчували це.Оригінальний текст (рос.) Единственное место, хотя слабо, но хоть сколько-нибудь подтверждающее слова о трёх богах в одном, это самое место оказывается, по свидетельству богословия, спорным, по единогласному же свидетельству всей учёной критики — подложным… [Оно] не только не свидетельство в пользу троичности, но явное свидетельство того, что доказательств нет и не было, и что хотевшие доказать это сами чувствовали это. |

1897 року декрет Священної конгрегації римської інквізиції заборонив ставити під сумнів справжність «Іванової вставки». Це рішення скасовано 1927 року.

## Сучасні думки
Сучасні християнські богослови вважають за краще обережно ставитися до «Іванової вставки». Її виключено з більшості сучасних перекладів Нового Заповіту (наприклад, з католицької «Нової Вульгати», 1979).
У коментарі до цього вірша в перекладі Нового Заповіту за редакцією єпископа Кассіана (Об'єднані біблійні товариства, 1970) визнається, що «слова про трьох, що свідчать на небі, в жодному зі стародавніх рукописів не значаться і були, мабуть, пізніше приписані». В іншому російському виданні Нового Заповіту (видавництво «Життя з Богом», Італійський Францисканський рух. 206, Avenue de la Coroune, Bruxelles, 1965) «Іванову вставку» також визнано пізньою інтерполяцією.